# C/2019 Y4 (ATLAS)
C/2019 Y4 (ATLAS) (ali komet ATLAS) je komet s skoraj-parabolično tirnico, ki ga je 28. decembra 2019 odkril projekt ATLAS. Okoli 22. marca 2020 je komet začel razpadati. Takšni razpadi so zelo značilni za Kreutzove Sungazerje. Komet se še kar naprej temni in ne bo nikoli dosegel meje vidnosti s prostim očesom. V sredini maja se je komet ATLAS zdel zelo difuzen še v teleskopu. Kometa C/2019 (ATLAS) ni nihče videl vse od 20. maja 2020.
Ko je imel C/2019 Y4 (ATLAS) navidezno magnitudo okoli 7 (30. marca), je bil najsvetlejši komet leta 2020, toda sedaj ima sij okoli 9, kar ga je naredilo okoli 6-krat temnejšega, kot je bil maksimalno. Je temnejši kot C/2017 T2 (PANSTARRS), C/2019 Y1 (ATLAS), C/2019 U6 (LEMMON) in C/2020 F8 (SWAN). Kot difuzno telo ga lahko s teleskopom opazujemo v ozvezdju Perzeja. Zaradi razkrajanja se ne ve, če se bo komet še naprej svetlil, znano pa je, da v aprilu in maju 2020 ne bo viden s prostim očesom. Zemlji je bil najbližje 23. maja, v perihelij (najbližje Soncu) pa je prišel 31. maja.
6. aprila 2020 so astronomi v reviji The Astronomer's Telegram navedli možnost, da bi se komet ATLAS lahko raztreščil. Komet se je razdelil na najmanj 4 kose. NASA je tudi poročala, da je Hubblov vesoljski teleskop identificiral "30 delov kometa 20. aprila in 25 delov 23. aprila." Razkosanje je morda posledica uplinjanja, ki je sledilo v povečanju centrifugalne sile na komet.
Solarni orbiter bo skozi ionski rep kometa ATLAS letel med 31. majem in 1. junijem, skozi prašni rep pa bo letel 6. junija.

## Odkritje
Komet ATLAS so odkrili s CCD slikami, ki so jih posneli 28. decembra 2019 z 0,5 m velikim reflektorjem na vrhu Maune Loe na Havajih. Slike so bile del projekta Asteroid Terrestrial-impact Last Alert System (ATLAS). Na čas odkritja je komet videno z Zemlje svetil z magnitudo 19,6 v ozvezdju Velikega medveda. Prvi, ki je identificiral kometovo naravo telesa, je bil Larry Denneau, ki je dodal telo na Potrditveno stran možnih kometov Središča za male planete, kjer je na to opozoril ostale astronome. Nadaljnja opazovanja čez nekaj dni so potrdila komo. Skozi kasnejša opazovanja so identificirali tudi kometov rep.

## Začetna opazovanja in svetlost
Med začetkom februarja in blizu konca marca, se je kometu navidezna magnituda povečala iz 17 na 8, kar predstavlja 4000-kratni skok v povečani svetlosti. Marca 2020 se je svetlost kometa povečala še za nadaljnje štiri magnitude. Zelena ali vodna barva kometa C/2019 Y4 izvira iz emisij dvo-atomnega ogljika. Rep je večbarven, velik pa je kar 1.2° ali 10' ali 3,3 million km, kar je več kot dvakrat dolgo kot Sonce. Zunanji sloji repa kometa ATLAS so še vedno temni, a plinasta vlakna se lahko vidijo drseti preko zvezd. Kot difuzno telo, bi komet potreboval doseči navidezno magnitudo okoli 3 – 4, da bi na temnem nebu postal opazen naključnemu opazovalcu. Komet 4. magnitude v svetlem mraku ni niti impresiven, niti opazen. Zgodnjega aprila se je komet zaradi delnega razpada rahlo zatemnil. 14. aprila 2020 so poročali o začetnih ocenah o proizvodnji vode na kometu. Odkrili so, da je "hitrost proizvodnje vode enaka 1,25×1028 +/- 5×1025 mol/s znotraj premera 100.000 km".

## Tirnica
Na čas odkritja je bil komet od Sonca oddaljen skoraj 3 astronomske enote (AU). Prve orbitalne izračune za komet je objavil Elektronski cirkular Središča za male planete, temeljil pa je na opazovanjih med 28. decembrom 2019 in 9. januarjem 2020, ki nakazuje na 4.400-letno orbitalno periodo in perihelij na razdalji okoli 0,25 AU. Odkrili so tudi podobnosti med orbitalnimi elementi kometa C/2019 Y4 in Velikega kometa iz leta 1844 (C/1844 Y1), kar nakazuje, da je Atlas del enakega starševskega telesa, ki se je razdelilo okoli pet tisoč let nazaj.
Podatkovna baza malih teles JPL, ki uporablja epoho 18. februarja 2020, kaže, da ima komet ATLAS orbitalno periodo enako približno 6.000 let, a ta rešitev vključuje zavajajoče pertuberacije kometa, ko je znotraj planetarne regije. Bolj uporabna baricentrična rešitev pred kometovim prihodom v planetarno območje kaže na orbitalno periodo okoli 4.800 let. Komet bo 31. maja 2020 dosegel najbližjo točko od Sonca. Ko bo zapustil planetarno območje, bo imel komet orbitalno periodo enako 5.200 let.
Fragmentacija komet C/2019 Y4 poznega marca 2020 je spremenila hitrosti preostalih kosov za tudi do 10 metrov/sekundo (25000 km/mesec). Ta mala razlika v hitrosti lahko povzroči veliko spremembo v orbitalni periodi teh skoraj paraboličnih delcev. Kratek opazovalni razpon okoli ~10 days za delcev D&E sledi v velike netočnosti v orbitalnih periodah. Fragment B so opazovali najdlje. Fragment D je morda prišel najbližje Zemlji, toda zaradi kratkega opazovalnega razpona ima netočnost ±2 milijona km v najmanjši razdalji.
| Fragment    | Orbitalna perioda (leta) | Najbližje Zemlji              | Op. kot (dnevi) |
| ----------- | ------------------------ | ----------------------------- | --------------- |
| C/2019 Y4-A | izmet                    | 0,7858 AU (117,55 milijon km) | 27              |
| C/2019 Y4-B | 18000±2500               | 0,7815 AU (116,91 milijon km) | 40              |
| C/2019 Y4-C | izmet                    | 0,7822 AU (117,02 milijon km) | 26              |
| C/2019 Y4-D | 113±71                   | 0,7766 AU (116,18 milijon km) | 8               |
| C/2019 Y4-E | 88±32                    | 0,7793 AU (116,58 milijon km) | 6               |

## Lega
Od januarja do marca 2020 se je komet nahajal v ozvezdju Velikega medveda. Skozi april je bil komet viden v ozvezdju Žirafe. 12. maja se je premaknil v ozvezdje Perzeja. Od Zemlje je bil 23. maja med mlajem oddaljen 0,78 AU, ko bo komet od Sonca oddaljen 17 stopinj. Na svoj perihelij 31. maja se bo nahajal v ozvezdju Bika, kjer bo od Sonca oddaljen 12 stopinj.